# Bufali
Bufali és un municipi del País Valencià a la comarca de la Vall d'Albaida.

## Història
D'origen àrab (quan era anomenat Bohali), el primer document escrit en què apareix és el Llibre de Repartiment, on se l'esmenta indistintament com a Aboalit, Huet Aboalit, Huet de Bocalich, Huet Abohaliol, Vuet Albohalyt o Vechdebocalich. Abans de l'expulsió l'habitaven 96 famílies de moriscos, però després la població va descendir a sols 10 cases habitades. L'any 1574 es va independitzar de la parròquia de Montaverner i aconseguí parròquia pròpia. En el segle xvii Felip III va fundar el marquesat d'Albaida al qual s'adscrigué Bufali. En 1884 una gran inundació va arrasar el poble.

## Demografia i economia
L'any 2003 Bufali tenia 200 habitants, de gentilici bufalitans. Un 96,38% dels habitants parlen valencià, segons cens de 2001.
L'activitat econòmica bàsica sempre ha sigut l'agricultura de secà (oliveres, cereals, vinya i garrofers)

## Geografia
Al seu xicotet terme (3,3 km²) hi ha l'antiga Nevera de la Lloma de la Solaneta, nevera del segle xvii però en perill de caure per mala conservació. També és digna d'esment la Font del Riu, paratge a la vora del riu d'Albaida, recentment habilitada com a zona d'esbargiment.

## Alcaldia
Des de 2015 l'alcaldessa de Bufali és Estefania Mollà Camarasa, primerament pel Partit Socialista del País Valencià (PSPV), i des de 2019 per La Vall ens Uneix (La Vall).
| Període                       | Alcalde o alcaldessa       | Partit polític | Data de possessió | Observacions |
| ----------------------------- | -------------------------- | -------------- | ----------------- | ------------ |
| 1979–1983                     | Rafael Tomàs Guerola       | UCD            | 19/04/1979        | --           |
| 1983–1987                     | Rafael Tomàs Guerola       | AI             | 28/05/1983        | --           |
| 1987–1991                     | Ricardo Olcina Llácer      | AIB            | 30/06/1987        | --           |
| 1991–1995                     | José Javier Olcina Olcina  | PSPV-PSOE      | 15/06/1991        | --           |
| 1995–1999                     | José Javier Olcina Olcina  | PSPV-PSOE      | 17/06/1995        | --           |
| 1999–2003                     | Juan Salvador Jordà Olcina | PP             | 03/07/1999        | --           |
| 2003–2007                     | Juan Salvador Jordà Olcina | PP             | 14/06/2003        | --           |
| 2007–2011                     | Juan Salvador Jordà Olcina | PP             | 16/06/2007        | --           |
| 2011–2015                     | Juan Salvador Jordà Olcina | PP             | 11/06/2011        | --           |
| 2015–2019                     | Estefania Mollà Camarasa   | PSPV-PSOE      | 13/06/2015        | --           |
| 2019-2023                     | Estefania Mollà Camarasa   | La Vall        | 15/06/2019        | --           |
| Des de 2023                   | n/d                        | n/d            | 17/06/2023        | --           |
| Fonts: Generalitat Valenciana |                            |                |                   |              |

## Transports
L'estació de ferrocarril de Bufali pertany a la línia 47 de mitjana distància, coneguda com a València-Xàtiva-Alcoi.

## Edificis d'interés
Al poble hi ha l'església de Nostra Senyora de Loreto, construïda sobre la primitiva, de 1574, que va caure amb la inundació de l'any 1884.